# Grantia capillosa
Grantia capillosa är en svampdjursart som först beskrevs av Schmidt 1862.  Grantia capillosa ingår i släktet Grantia och familjen Grantiidae. Arten är reproducerande i Sverige. Inga underarter finns listade i Catalogue of Life.